# David Kinsley
David Robert Kinsley (Holyoke, Massachusetts; 25 de abril de 1939-Hamilton, Ontario; 25 de abril de 2000) fue un indólogo y catedrático estadounidense.

## Biografía
En 1961 recibió su bachillerato —una especie de prelicenciatura, en Estados Unidos— en la Universidad Drew. En 1964 obtuvo su «bachillerato en artes» —licenciatura, en Estados Unidos— en el Union Theological Seminary, y en 1970 su doctorado en la Universidad de Chicago.
Le fascinaba la religión hinduista, y durante toda su vida hizo muchos viajes de investigación a la India para estudiar los dioses hinduistas, sus rituales y festivales. En la Universidad McMaster ―en Hamilton―, donde enseñó durante 31 años, entre 1969 y 2000, desarrolló cursos temáticos interculturales, así como cursos dedicados a temas contemporáneos que abarcaban una gran variedad de tradiciones religiosas.
Con la ayuda editorial de su esposa, Cary (Carolyn), escribió siete libros que en la actualidad se han convertido prácticamente en libros de texto universitario.
Recibió varios premios, entre ellos el MSU Social Sciences Award (en 1985), y el Martin Johns Award for Special Contributions to Part-Time Studies (en 1993).
Entre 1989 y 1994 fue director del Departamento de Estudios Religiosos de la Universidad McMaster. En los años ochenta y noventa fue uno de los profesores más populares del campus.
En diciembre de 1999, Kinsley y Cary regresaron de su último viaje a la India. Kinsley había tenido un tiempo muy productivo en su investigación, y escribiría un nuevo libro sobre los curanderos tradicionales indios.
En enero de 2000 se le diagnosticó un cáncer de pulmón inoperable.
Siguió enseñando en su cátedra hasta terminar su último curso de otoño. En su casa recibió el premio President's Award for Excellence in Instruction (2000), otorgado por el presidente de su universidad, Peter George.
Falleció a las dos de la mañana de su 61 cumpleaños, el 25 de abril de 2000. Le sobrevivieron su esposa Carolyn, y una miríada de amigos y discípulos.
Kinsley pidió que en su funeral se leyera el mantra «asato-má» del Brijad-araniaka-upanishad (siglo V a. C.), posiblemente el texto filosófico más antiguo de la India ―aunque casi un milenio posterior al texto más antiguo de la India, el Rigveda, de estilo épicorreligioso―.

asato-má sad-gamaiá
tamaso-má yiotir-gamaiá
mrtior-má amritam-gamaiá
Lo temporal no: a lo eterno ven.
La oscuridad no: a la luz ven.
La muerte no: a la inmortalidad ven.
Brihad-araniaka-upanishad (1.3.28)